# Große Glanzschnecke
Die Große Glanzschnecke (Oxychilus draparnaudi) ist eine Landschnecke aus der Familie der Glanzschnecken (Oxychilidae); diese Familie gehört zur Unterordnung der Landlungenschnecken (Stylommatophora).

## Merkmale

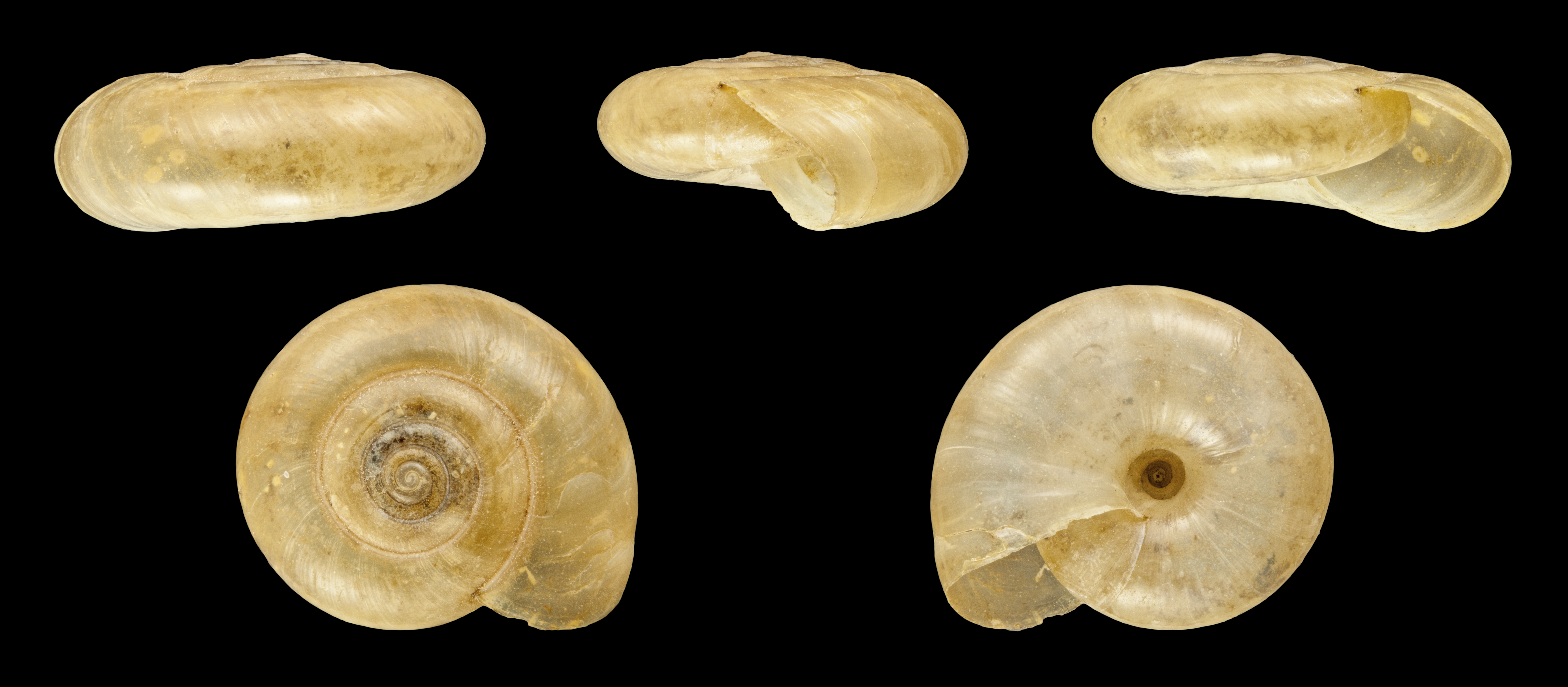
Gehäuse eines ausgewachsenen Tieres (Ø 1,3 cm)

Gehäuse eines juvenilen Tieres (Ø 4 mm)

Das rechtsgewundene Gehäuse misst bei den erwachsenen Tieren etwa 7 bis 14 mm im Durchmesser und 4,5 bis 6 mm in der Höhe. Es ist flach-kegelig, der Apex ist in der Seitenansicht nur leicht erhaben. Die Höhe des Gewindes kann etwas variieren. Es hat 5,5 bis 6 Windungen, die bis auf die letzte Windung gleichmäßig zunehmen. Die letzte Windung nimmt dann etwas stärker zu und der Durchmesser der letzten Windung ist mehr als doppelt so groß wie die vorletzte Windung. Oft ist die letzte Windung im Vergleich zur Windungsachse der ersten Umgänge auch etwas abgesenkt. Die Mündung ist in der Aufsicht quer-elliptisch, abgesehen vom Anschnitt durch die vorige Windung. Die Mündungsfläche steht leicht schräg zur Windungsachse. Der Mündungsrand ist gerade und zugeschärft. Der Nabel ist mäßig tief und weit.
Die Schale ist gelbbraun, dunkelbraun bis rotbraun und durchscheinend. Die Oberfläche weist schwache Anwachsstreifen auf, die besonders zur Naht hin etwas rauer werden bzw. einen runzeligen Eindruck machen. Ansonsten ist das Gehäuse aber glatt und hochglänzend.
Der Körper des Tieres ist blaugrau oder dunkelblau gefärbt. Dadurch erscheint auch das ansonsten recht helle Gehäuse sehr dunkel. Fühler und Körperoberseite sind häufig noch etwas dunkler, der Mantel ist grau. Bei Berührung oder Verletzung ist ein leichter Knoblauchgeruch wahrnehmbar. Im männlichen Trakt des zwittrigen Genitalapparates ist der Samenleiter (Vas deferens) mäßig lang. Er dringt apikal in den Epiphallus ein. Dieser schwillt zunächst an und wird im weiteren Verlauf wieder dünner. Die Länge im Verhältnis zur Penislänge variiert von etwa halb so lang bis etwa 1:1. Ist der Epiphallus kurz ist er einmal u-förmig gebogen, ist er sehr lang, sogar zweimal u-förmig gebogen. Im Bereich der Penishülle ist der Epiphallus, kurz nach dem Eintritt des Samenleiters, mit dem Penis durch Gewebe verbunden. Der Epiphallus dringt vor dem Apex in den Penis ein. Der Penis ist apikal durch einen kurzen Blindsack (Caecum) verlängert, an dem der Penisretraktormuskel ansetzt. Der Penis ist doppelt so lang wie der Epiphallus bis etwa gleich lang. Der proximale Teil ist durch eine Einschnürung vom distalen teil getrennt. Die beiden Abschnitte sind durch einen dünnen „Flaschenhals“ miteinander verbunden. Im Inneren des Penis sind Längsfalten ausgebildet, die gerade oder leicht wellig ausgerichtet sind. Im oberen Drittel lösen sich die Falten in eine Serie von Papillen auf. Im unteren Drittel ist der Penis von einer Gewebehülle (Penishülle) umgeben. Im weiblichen Teil ist der freie Eileiter (Ovidukt) sehr kurz und die Vagina sehr lang. Die perivaginale Drüse umgibt den oberen Teil der Vagina und den basalen Teil des freien Eileiters sowie die Basis des Stiels der Spermathek. Der Stiel ist mäßig lang und dünn. Die Blase ist rundlich bis ellipsoid und erreicht den oberen Eisamenleiter (Spermovidukt). Penis und Vagina münden in ein sehr kurzes Atrium.

## Ähnliche Arten
Bei der Keller-Glanzschnecke (Oxychilus cellarius) ist die letzte Windung etwas schmaler als bei der Großen Glanzschnecke. Das Gehäuse ist im Durchschnitt auch etwas kleiner. Die Knoblauch-Glanzschnecke (Oxychilus alliarius) ist deutlich kleiner und besitzt ein mehr erhabeneres Gewinde, aber auch weniger Windungen. Bei der ähnlich großen oder sogar noch größeren Mortillets Glanzschnecke (Oxychilus mortilleti) ist der Nabel etwas kleiner und die Mündung ist in der direkten Aufsicht deutlich mehr querelliptisch abgeflacht.

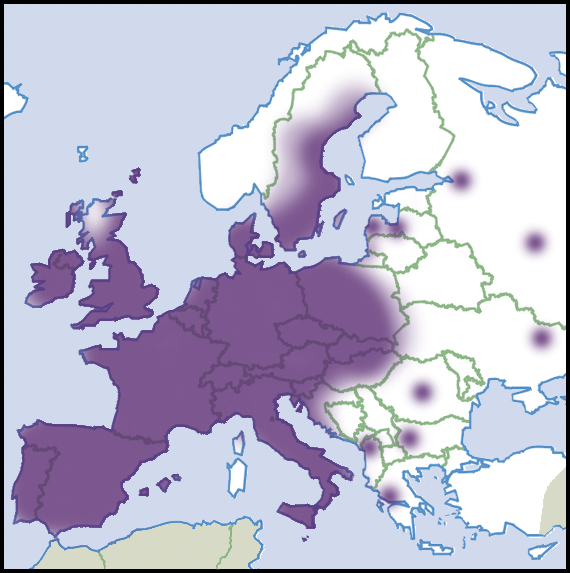
Verbreitungsgebiet der Art in Europa (nach Welter-Schultes)

## Geographische Verbreitung und Lebensraum
Die Art war ursprünglich nur in West- und Südwesteuropa bis nach Südwestdeutschland heimisch. Sie ist aber mittlerweile in ganz Mitteleuropa verschleppt. In Skandinavien ist sie nur in Gärten und Gewächshäusern nachgewiesen. Durch anthropogene Verschleppung kommt sie auch in anderen gemäßigten Regionen der Erde vor. In der Schweiz wurde sie schon auf 2.000 m über Meereshöhe gefunden, allerdings ist sie über 1.000 m schon sehr selten.
Die Art lebt(e) ursprünglich in feuchten und geschützten Standorten in Laubwäldern unter Laub, und zwischen Felsen. Sie kommt nun in Mitteleuropa (eingeschleppt) hauptsächlich im Kulturland, in Gärten, Parks, Gewächshäusern, Kompostmieten, entlang von Straßenränder und Abladeplätzen für Grünmaterial. vor.

## Fortpflanzung und Lebensweise
Die Tiere werden nach acht oder neun Monaten geschlechtsreif und paaren sich im Frühsommer. Die Eiablage beginnt ab Juli und zieht sich bis in den Herbst hinein. Die einzelnen Gelege enthalten 3 bis 10, maximal bis 18 Eier, die weißlich-trüb sind. Der Durchmesser der Eier beträgt 1,4 bis 1,7 mm. Insgesamt werden pro Tier etwa 70 Eier produziert. Die Entwicklungsdauer ist temperaturabhängig und dauert etwa 30 bis 40 Tage. Die Jungen schlüpfen als fertige kleine Tierchen. Das Gehäuse hat zu diesem Zeitpunkt 1¼ Windungen. Sie können ein Alter von ca. zwei Jahren erreichen.
Die Große Glanzschnecke lebt räuberisch, hauptsächlich von anderen, kleineren Schnecken, aber auch von frischen und welken Pflanzenteilen. Vor allem junge Exemplare der Bänderschnecken-Arten (Cepaea) bis etwa 10 mm Größe, und junge Nacktschnecken sind die Hauptbeute. Die Gehäuse werden restlos ausgefressen, die Gehäuse bleiben dabei völlig intakt. Auch bei den Nacktschnecken bleiben die Kalkplättchen säuberlich abgenagt übrig. Das bedeutet, dass die Art ihren Kalkbedarf nicht durch das Annagen der Gehäuse ihrer Beute deckt, sondern ausschließlich über die tierische Nahrung. Francisco Welter-Schultes schreibt, dass sie sogar Katzen- und Hundefutter fressen.
In Neuseeland ist die räuberische Große Glanzschnecke eine ernsthafte Bedrohung für die einheimischen Arten. Sie macht dort Jagd auf die z. T. schon sehr seltenen einheimischen Arten Charopa coma (Gray), Chaureopa roscoei Climo, Flammocharopa costulata (Hutton), Flammulina cornea (Hutton), Cavellia buccinella (Reeve), Allodiscus dimorphus (Pfeiffer) und Laoma mariae (Gray). An einigen Lokalitäten waren nur noch eingeschleppte Arten vorhanden, die einheimischen Arten waren schon verschwunden.

## Taxonomie
Das Taxon wurde 1837 von Henrik Henriksen Beck unter dem Namen Helix (Helicella) Draparnaldi zum ersten Mal in die Wissenschaft eingeführt. Er gab aber keine Beschreibung, sondern nur einen Verweis auf die Abbildung 23 bis 25 auf der Tafel 8 in Draparnaud sowie auf eine Abbildung in Rossmässler. Der Name wurde durch die Opinion 336 der Kommission für die Internationale Nomenklatur in draparnaudi geändert. Das Taxon ist allgemein anerkannt und wird heute zur Gattung Oxychilus Fitzinger, 1833 gestellt.
Die Gattung Oxychilus wird von manchen Autoren in mehrere Untergattungen unterteilt. Die Große Glanzschnecke wird in dieser Klassifikation der Nominatuntergattung Oxychilus (Oxychilus) Fitzinger, 1833 zugerechnet. Die Fauna Europaea verzeichnet 13 Synonyme.

## Gefährdung
Nach Vollrath Wiese ist der Bestand der Art in Deutschland ungefährdet. Auch die IUCN schätzt die Art auf das Gesamtverbreitungsgebiet gesehen als ungefährdet ein. Sie gilt aber in Albanien als gefährdet.